# Коронел-Фабрисиану
Коронел-Фабрисиану (порт. Coronel Fabriciano) — муниципалитет в Бразилии, входит в штат Минас-Жерайс. Составная часть мезорегиона Вали-ду-Риу-Доси. Входит в экономико-статистический микрорегион Ипатинга. Население составляет 104 851 человек на 2006 год. Занимает площадь 221,049 км². Плотность населения — 474,3 чел./км².
Праздник города — 20 января.

## История
Город основан 27 декабря 1948 года.

## Статистика
- Валовой внутренний продукт на 2003 год составляет 316 199 357,00 реалов (данные: Бразильский институт географии и статистики).
- Валовой внутренний продукт на душу населения на 2003 год составляет 3116,59 реалов (данные: Бразильский институт географии и статистики).
- Индекс развития человеческого потенциала на 2000 год составляет 0,789 (данные: Программа развития ООН).

## Галерея

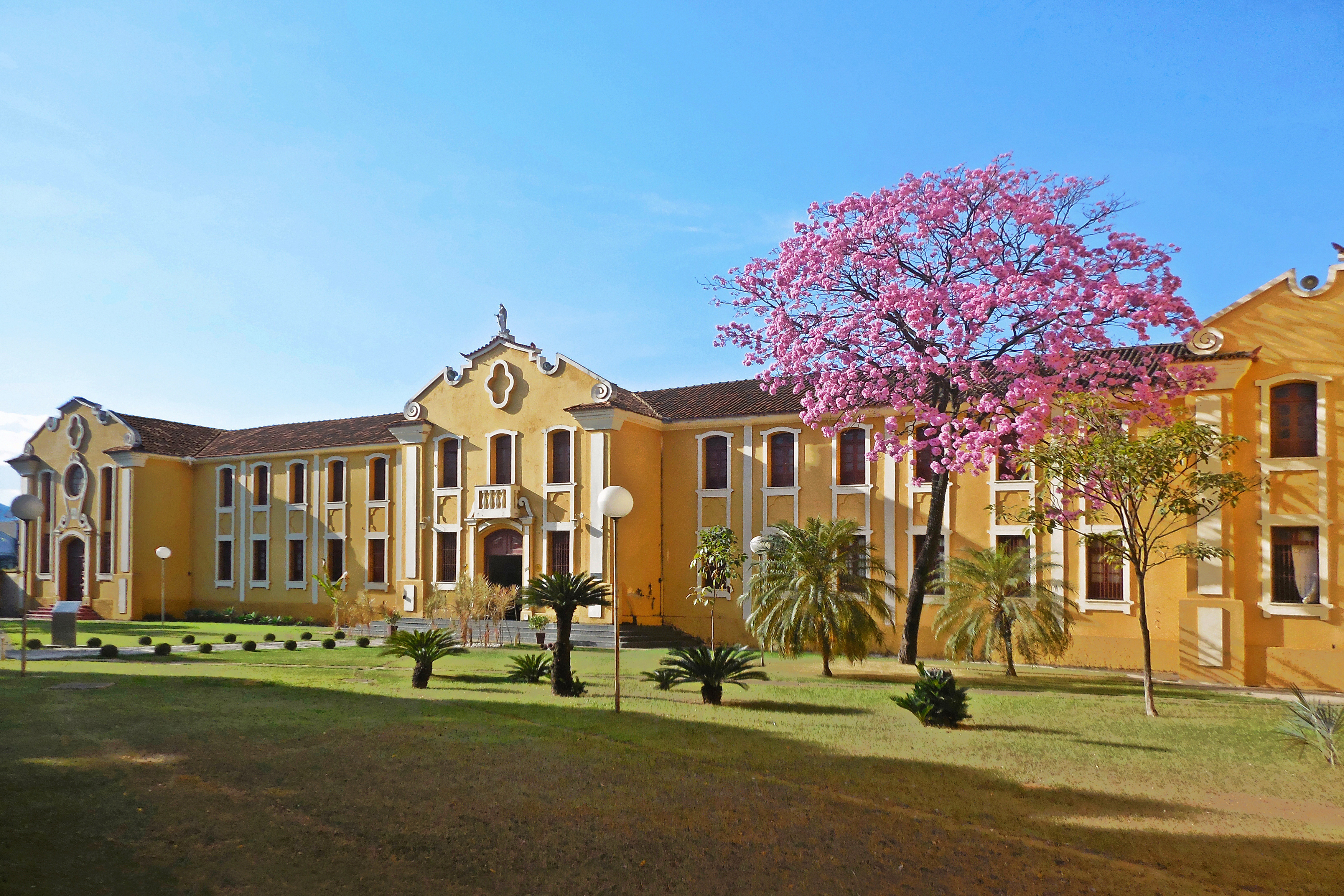
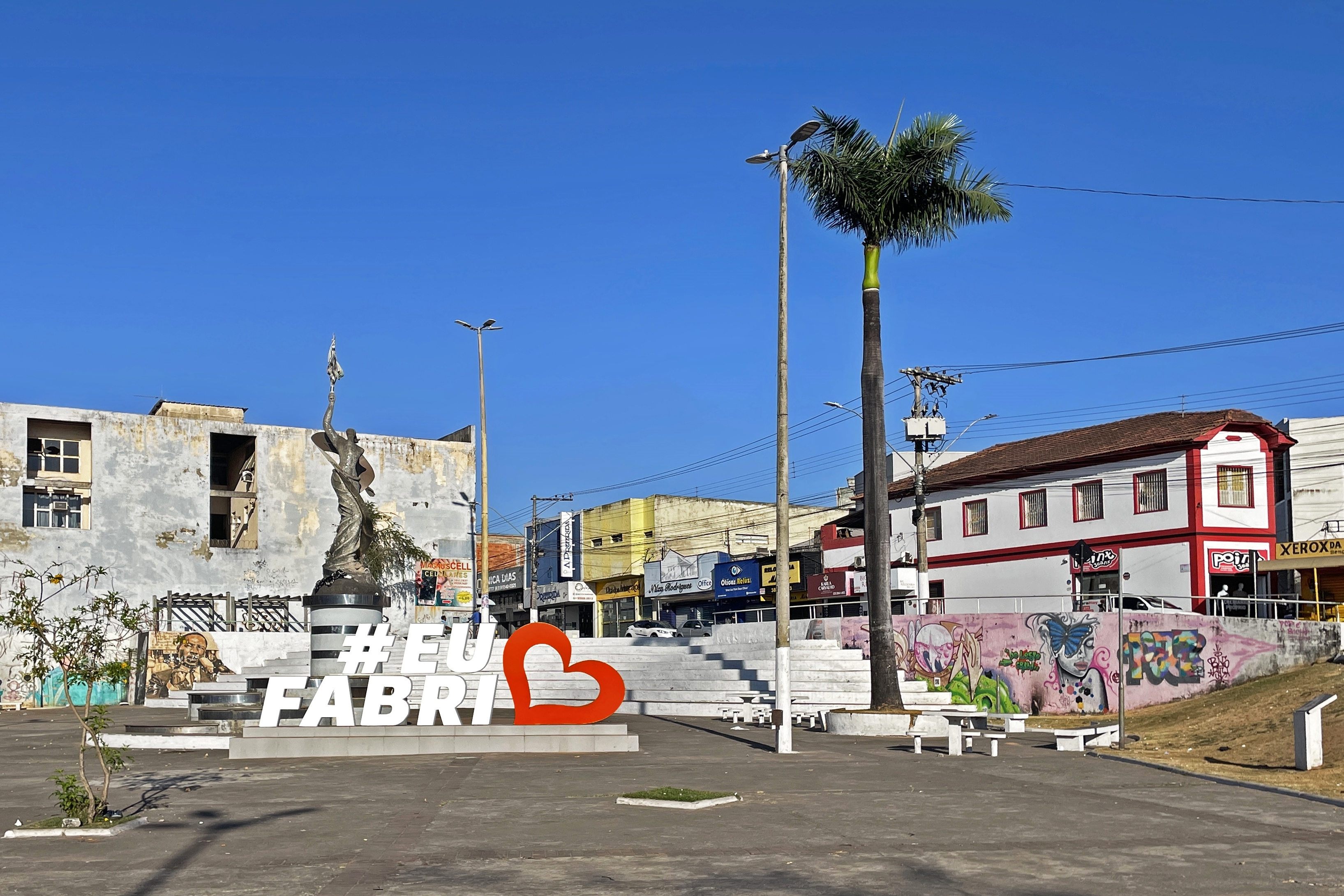

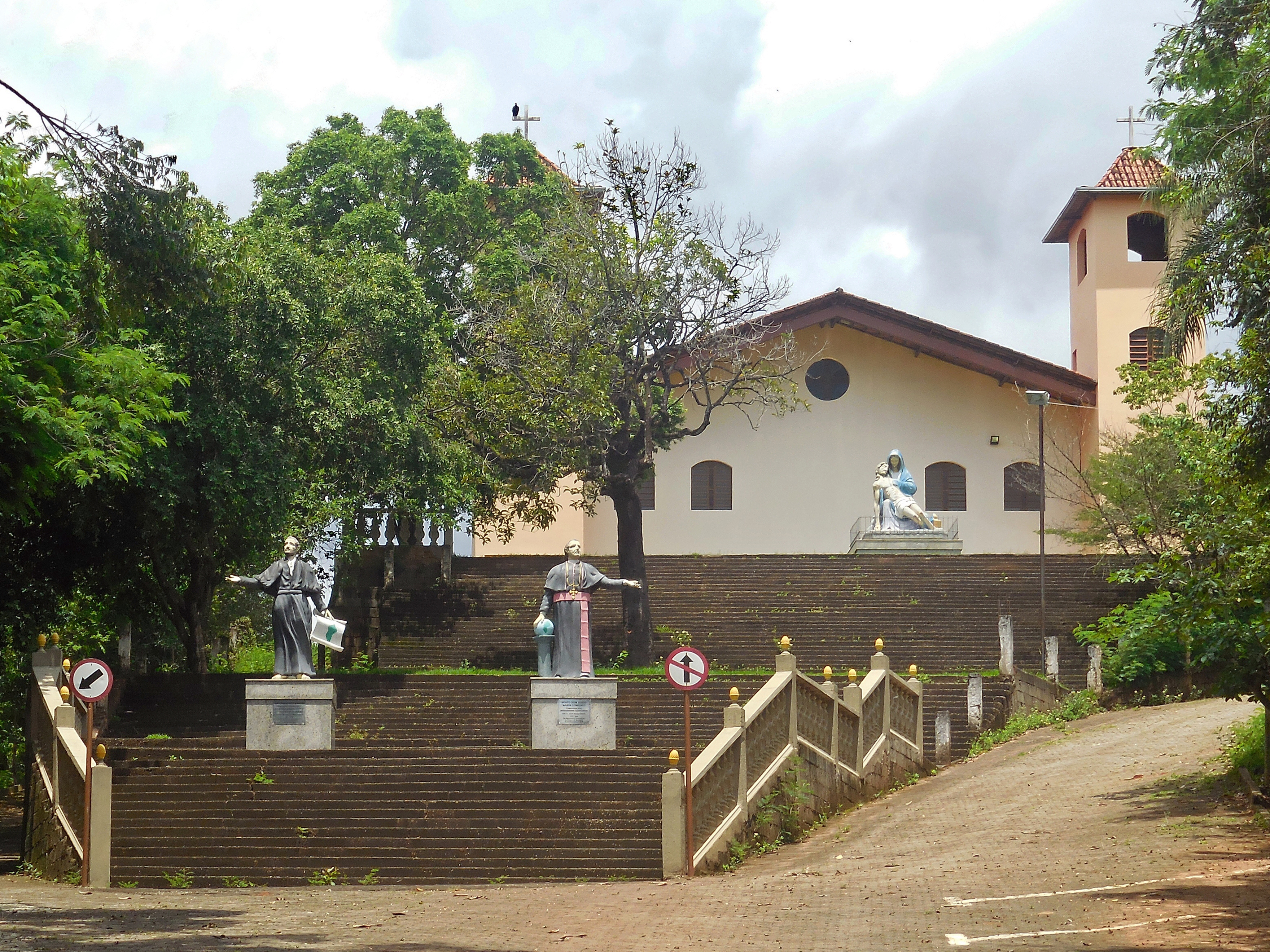
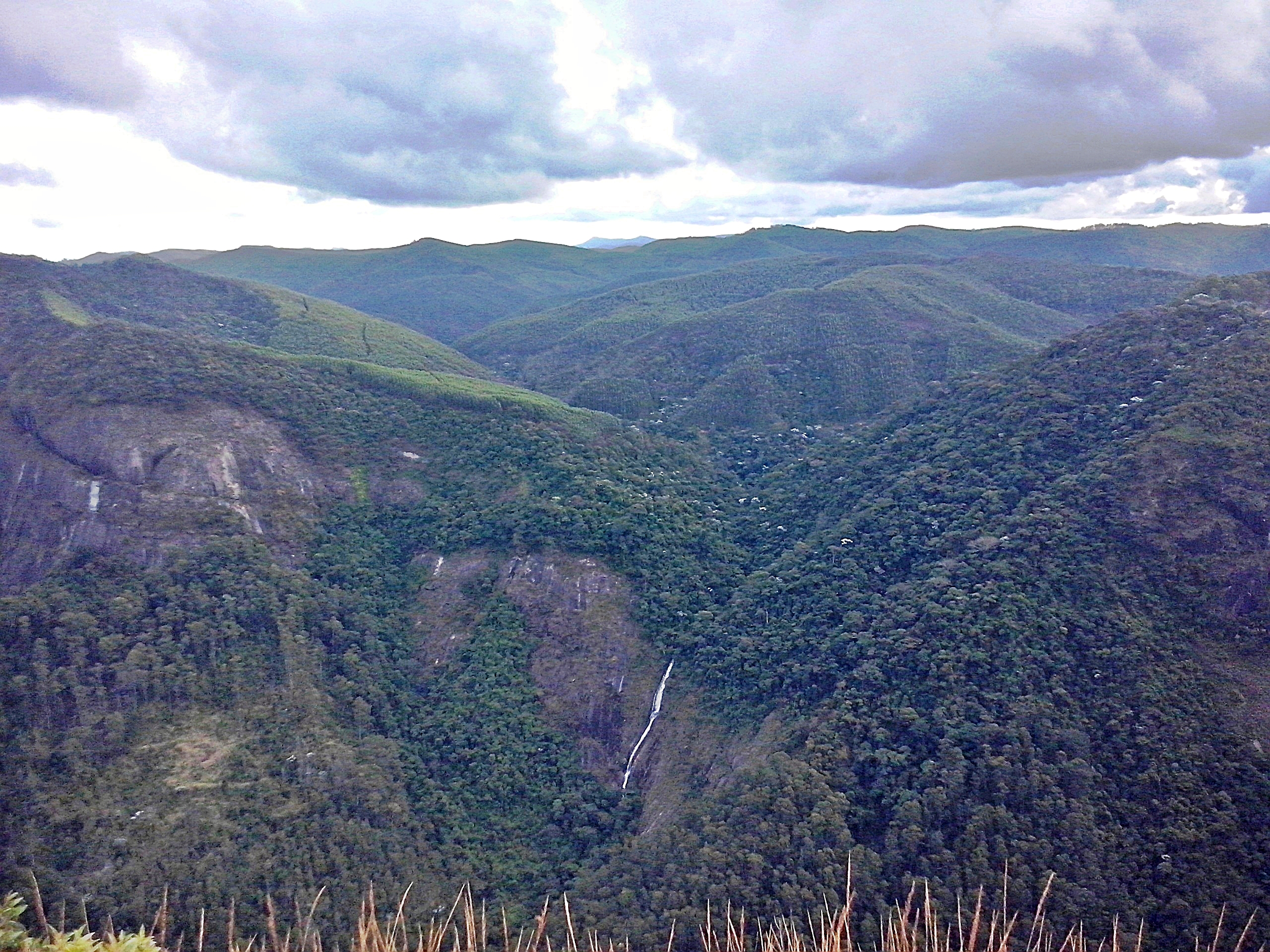
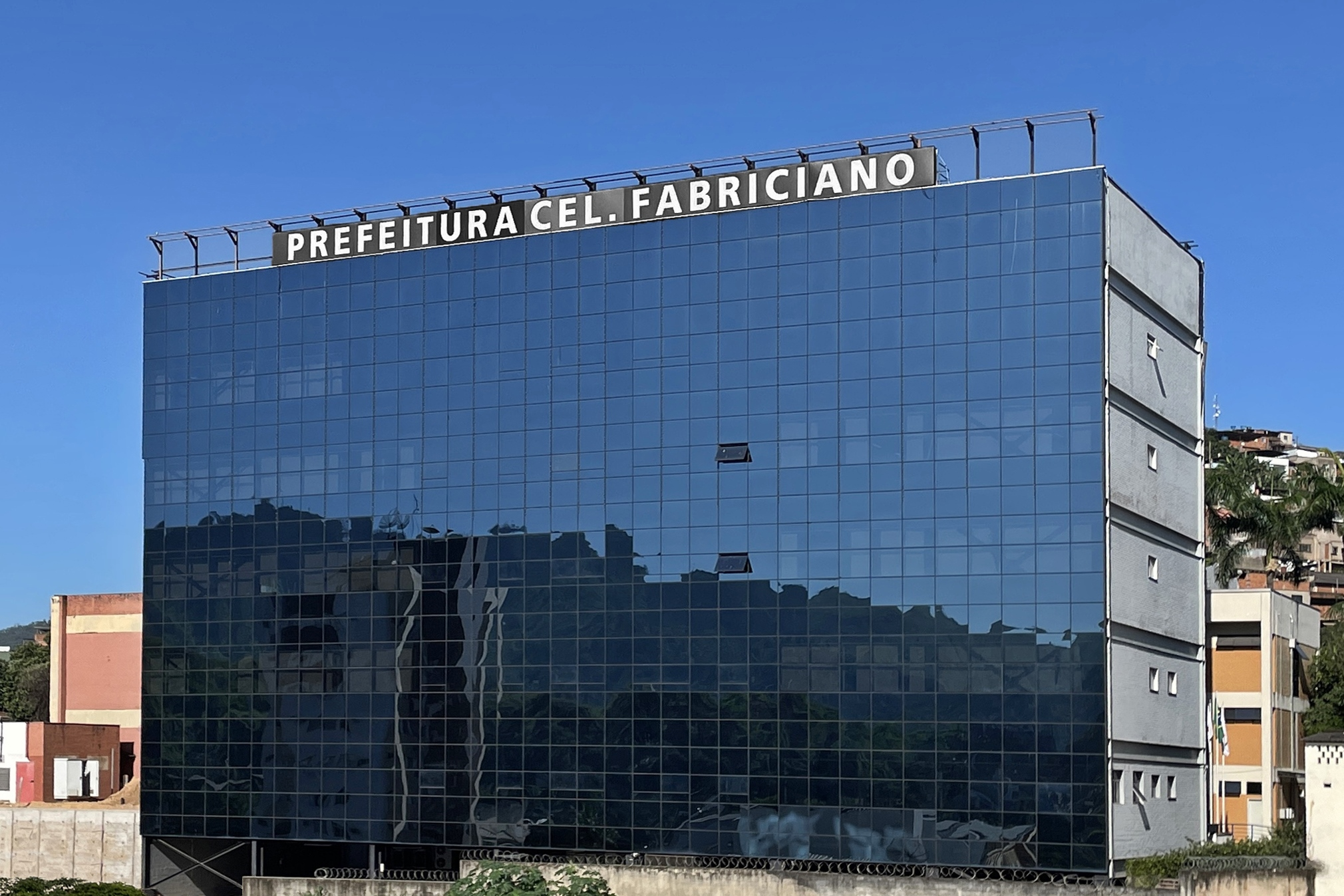

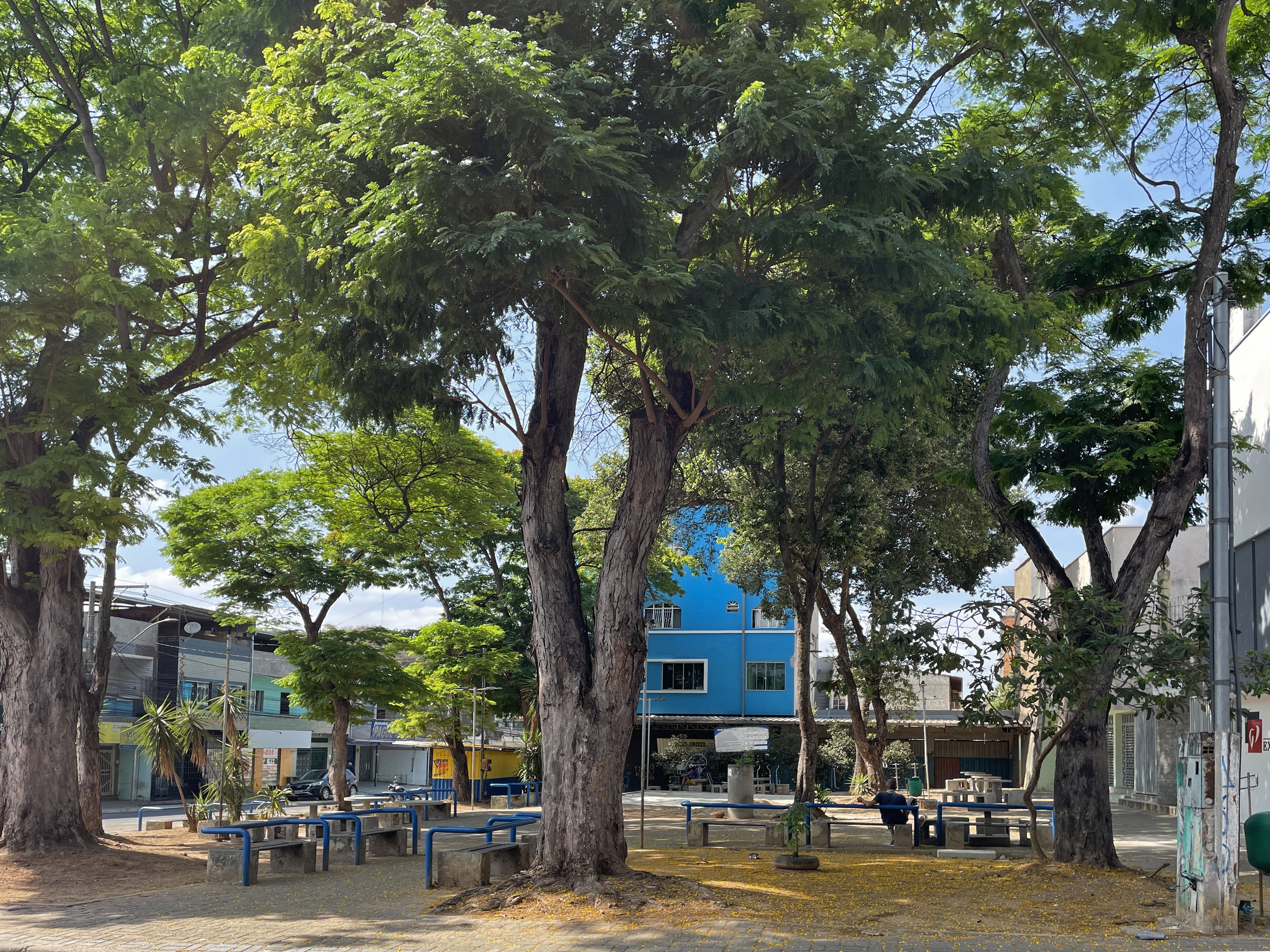
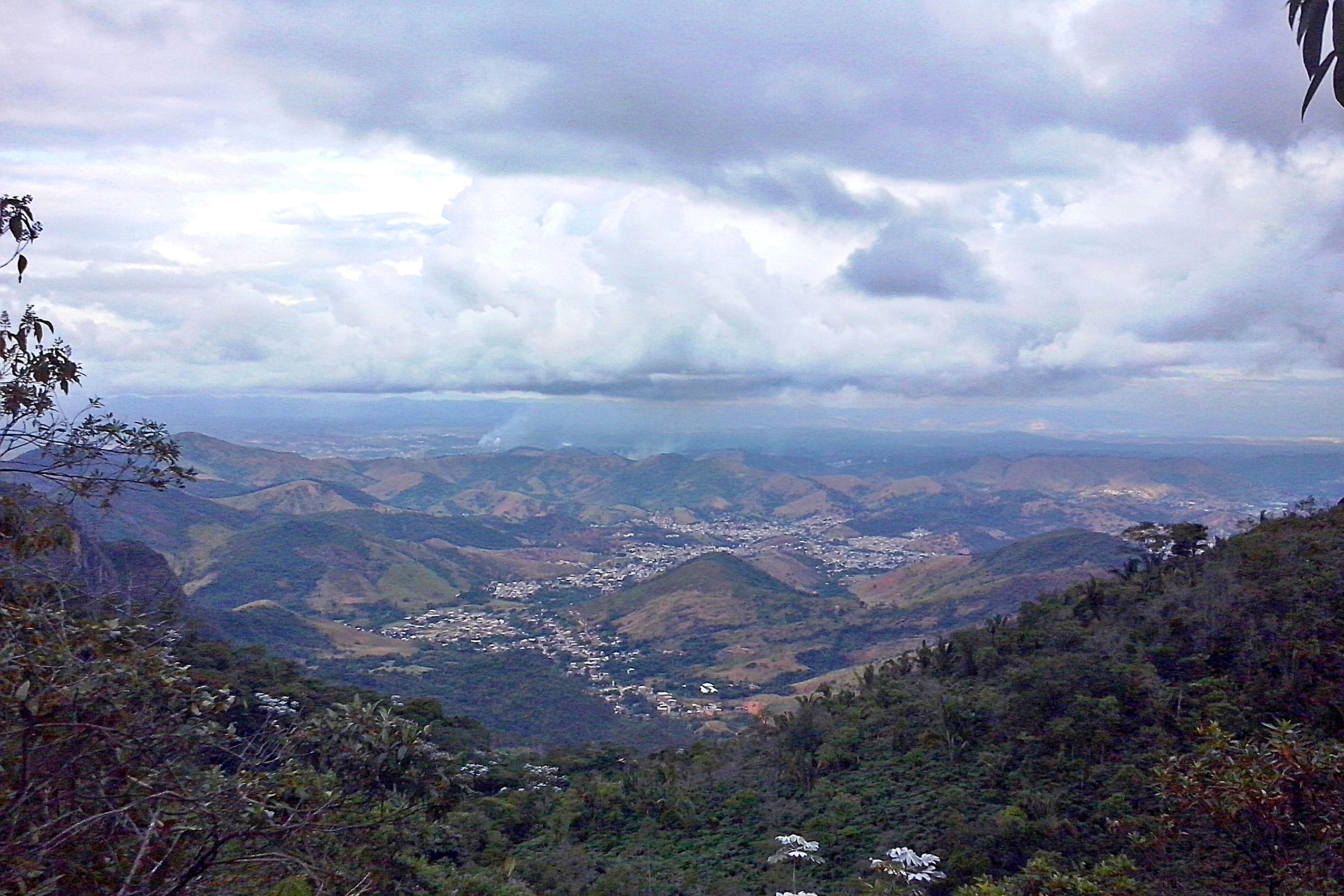
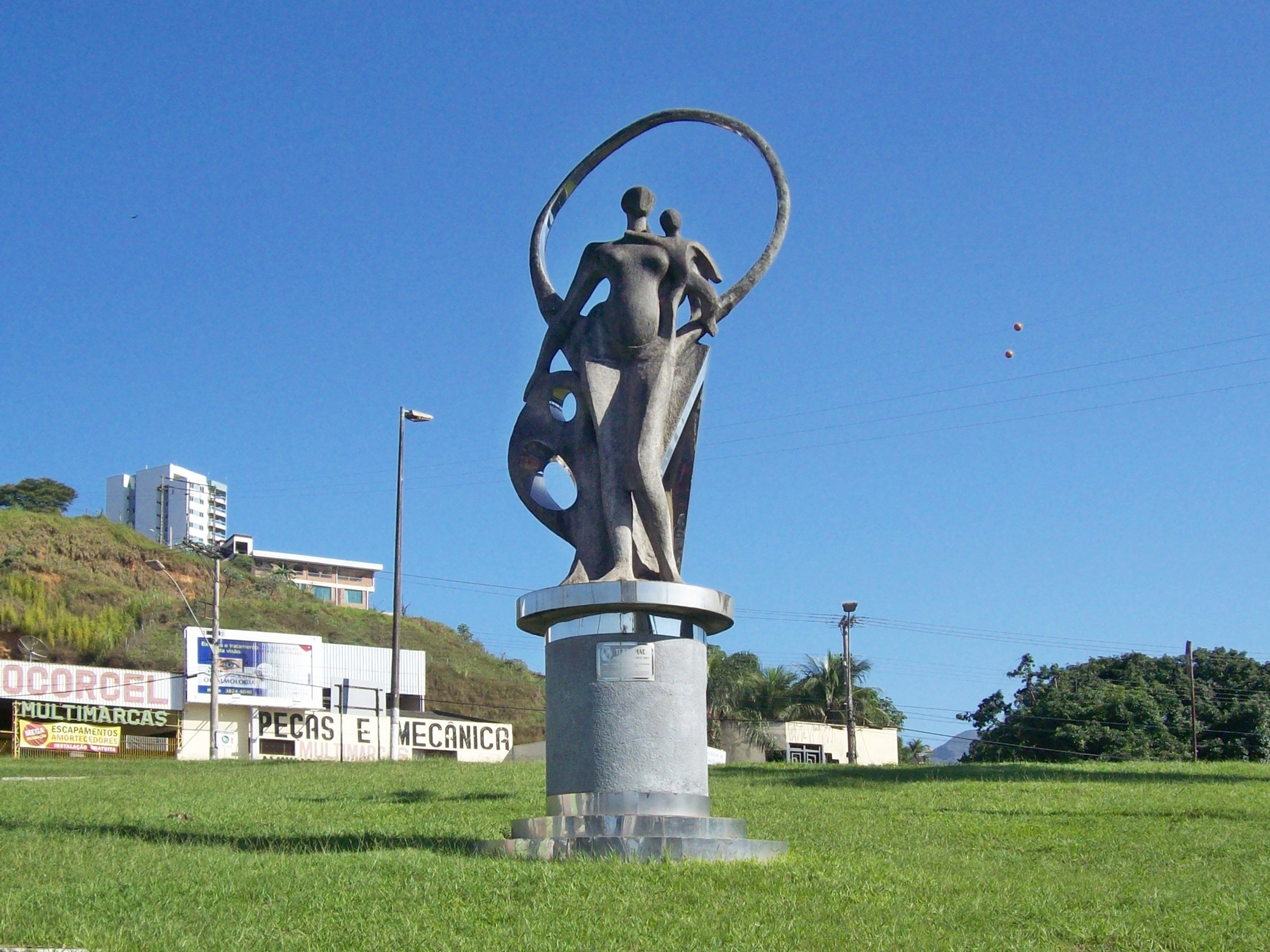

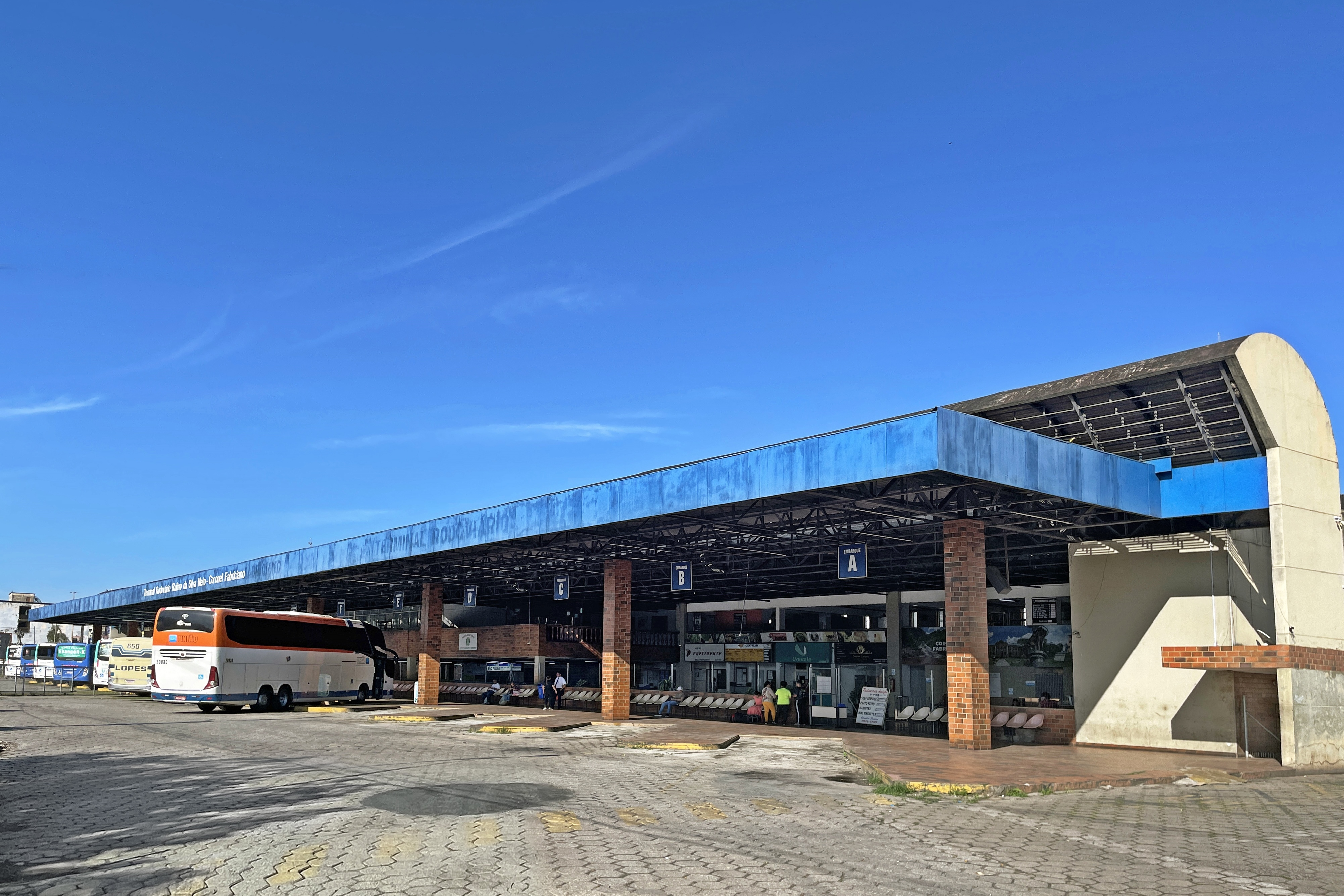
Вокзал
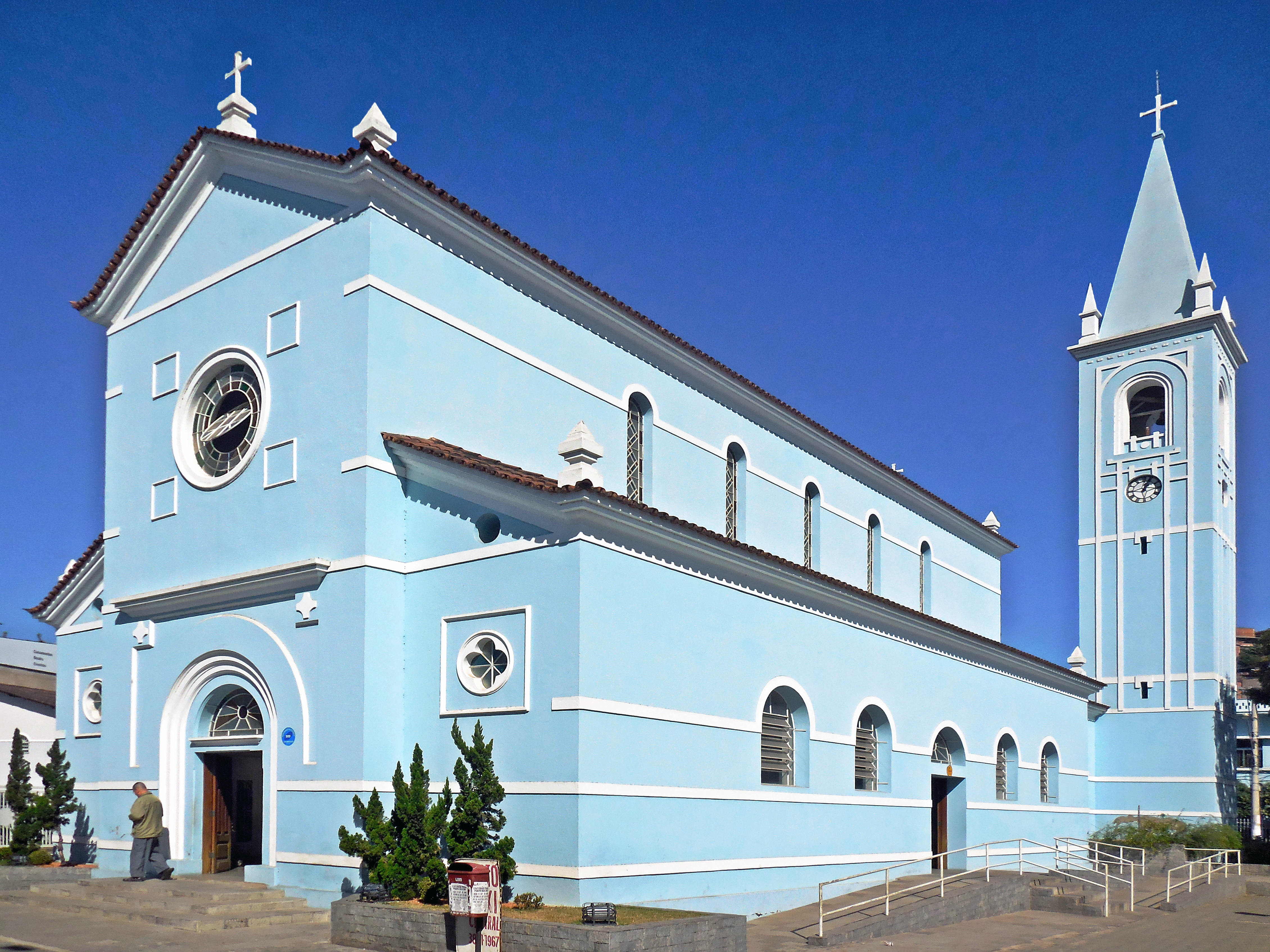
Собор
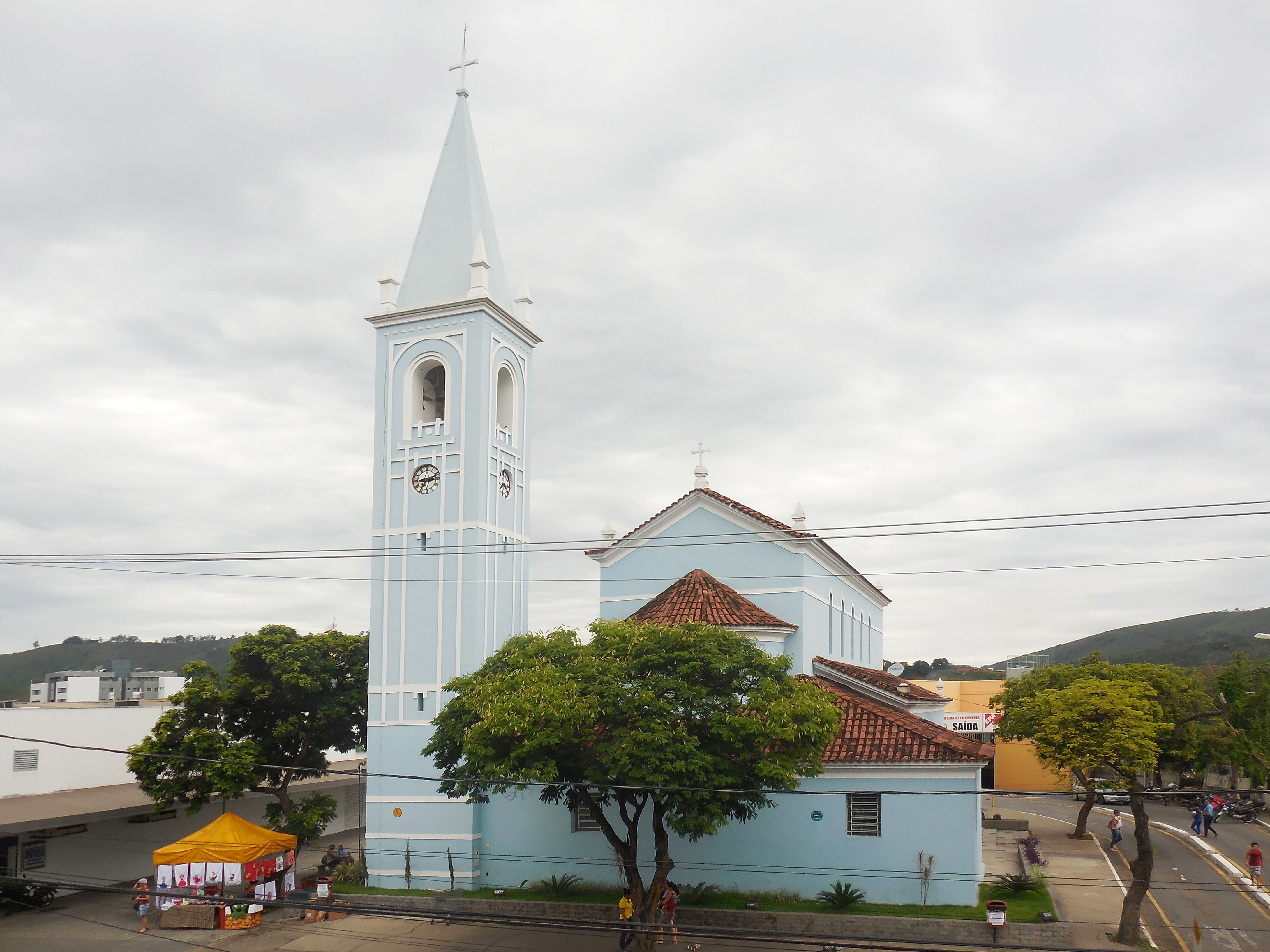
Собор

Собор